# Murray Gell-Mann

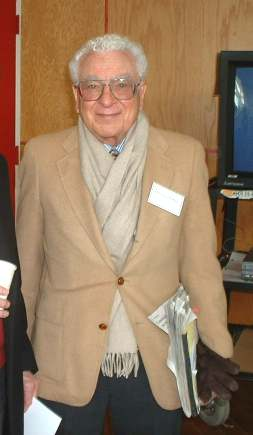
Murray Gell-Mann

Murray Gell-Mann, född 15 september 1929 i New York, död 24 maj 2019 i Santa Fe, New Mexico, var en amerikansk teoretisk fysiker vid California Institute of Technology i Pasadena, Kalifornien. Gell-Mann fick Nobelpriset i fysik 1969 för sina bidrag till upptäckter och klassificering av elementarpartikar och deras växelverkan.
Gell-Mann tog kandidatexamen i fysik vid Yale University, 19 år gammal. Han fortsatte vid Massachusetts Institute of Technology där han doktorerade i subatomär fysik, 22 år gammal. Han myntade begreppet kvark och införde begreppet strangeness (särtal, särkvarkar) för kvarkar och såg att denna egenskap bevarades vid alla subatomära partiklars växelverkan via stark växelverkan.
Gell-Mann var också författare av populärvetenskapliga böcker, till exempel Kvarken och Jaguaren (The Quark and the Jaguar, 1995).

## Biografi
Gell-Mann föddes på Lower East Side i New York och avslöjade sig snart som ett underbarn. Han började studera vid Yales universitet som 15-åring efter att ha tagit examen från Columbia Grammar & Preparatory School. Han tog  kandidatexamen på Yale 1948 och  doktorsexamen från MIT 1951. Sedan var han professor på University of Chicago, där han undervisade mellan 1955 och 1993. Han innehade Robert Andrews Millikans professur i teoretisk fysik vid Caltech och han var även professor på fysik- och astronomi-institutionen på University of New Mexico i Albuquerque, New Mexico. Gell-Mann avled 24 maj 2019.
Gell-Mann var också en samlare av östasiatiska antikviteter, en hängiven lingvist och medlem av redaktionen för Encyclopædia Britannica.

## Vetenskapligt arbete
På 1950-talet handlade Gell-Manns arbete mycket om undersöka de nyupptäckta elementarpartiklarna som senare fick namnen kaoner och hyperoner. Klassificeringen av dessa partiklar ledde till idén om ett nytt kvanttal som kallades strangeness. En av Gell-Manns stora triumfer är den så kallade Gell-Mann–Nishijima formeln, som från början var en empirisk formel men som senare kunde förklaras genom kvarkmodellen. 
Gell-Manns och Abraham Pais arbeten med dessa partiklar ledde Gell-Mann och Kazuhiko Nishijima till att införa en ny klassificering av partiklar som kallades hadroner (Yuval Ne'eman föreslog oberoende av dessa samma sak vid ungefär samma tid). Gell-Manns eget namn för klassificeringen var the eightfold way, på grund av oktetterna som förekom i teorin.
1964 postulerade Gell-Mann (och George Zweig oberoende av honom) kvarkmodellen, vilken introducerade kvarkarna som hadronerna är uppbyggda av. Namnet kvark (engelska quark) sägs vara en referens till James Joyce' bok Finnegans Wake, där det gåtfulla citatet "Three quarks for Muster Mark" finns. Zweig kallade sina partiklar för "äss", men ordet kvarkar hängde kvar.
Kvarkar accepterades snart som hadronernas grundläggande byggstenar. Den moderna teorin för växelverkan hos kvarkar kallas kvantkromodynamik (QCD) och baseras på Gell-Manns arbete. Kvarkmodellen ingår i QCD och har varit robust nog att överleva upptäckten av alla aromer hos kvarkarna.
Gell-Mann fortsatte att vara aktiv inom fysiken och studerade tillsammans med Richard Feynman den svaga växelverkan. På 1990-talet studerade han det nya området komplexitet.

## Utmärkelser
- Dannie Heineman-priset för matematisk fysik,  1959[9]
- Ernest Orlando Lawrence-priset,  1966[10]
- Richtmyer Memorial-priset,  1966[11]
- Franklinmedaljen,  1967
- John J. Carty-priset för framsteg inom vetenskapen,  1968
- Nobelpriset i fysik,  1969[12][13]
- Guggenheimstipendiet,  1971[14]
- Utländsk ledamot av Royal Society,  20 april 1978[15]
- William Procter-priset för vetenskapliga bedrifter,  2004[16]
- Årets humanist,  2005
- Helmholtz-medaljen,  2014[17]
- Hedersdoktor vid University of Florida
- Hedersdoktor vid Universitetet i Cambridge
- Hedersdoktor vid Oxfords universitet
- Hedersdoktor vid Columbia University
- Albert Einstein-medaljen
- Fellow of the Committee for Skeptical Inquiry
- Medlem av American Physical Society
- Fellow of the American Academy of Arts and Sciences
- Hedersdoktor vid University of Chicago
- Fellow of Pakistan Academy of Sciences
- Hedersdoktor vid Yale University

[Redigera Wikidata]